# Guillermo López Marín
Guillermo López Marín (25 de junio de 1951, Zaragoza, Aragón) es un escritor y poeta español. 

## Biografía
Cursa estudios en su ciudad natal —donde escribe su primer poemario—, en Córdoba y en Madrid; ciudad esta última a la que se traslada a finales de 1970 y donde acaba fijando su residencia actual. Comienza escribiendo poesía, narración breve y guiones para televisión. En esa primera época destaca «Recóndito rescoldo», obra donde recoge sus primeros poemas.
Entre 1981 y 1992 desarrolla las actividades de editor y librero, esta última en una pequeña librería de Vallecas que adquiere inmediatamente un reconocido prestigio. De hecho, las críticas sobre sus poemarios aparecidas en la prensa especializada le denominan como el ″Poeta de Vallecas″, aunque quizá podría ser igualmente adecuado de ″Oliver″ o de ″Delicias″ [dos barrios de Zaragoza en los que residió y comenzó a escribir, a los que se refiere habitualmente en sus poemas y relatos]. 
En 1981 publicó, en Madrid, «Huellas a través del trayecto» [1975], donde se aprecian las influencias que tuvieron en él León Felipe y el Premio Nobel de Literatura Juan Ramón Jiménez, entre otros, así como la denominada "Poesía social". Éste puede considerarse su primer poemario, mas denota claramente una lírica propia y una voz personal.
La concesión del Premio Nobel de Literatura al poeta chileno Pablo Neruda en 1971 —meses después de trasladarse a Madrid— y al poeta de la «Generación del 27» Vicente Aleixandre en 1977 alientan favorablemente su vocación poética. En esa época se instituye el Premio Miguel de Cervantes y son galardonados con el mismo tres poetas de la mencionada «Generación del 27»: Jorge Guillén [1976], Dámaso Alonso [1978] y Gerardo Diego [1979]. Y los narradores americanos Alejo Carpentier [1977], Jorge Luis Borges —también poeta— [1979] y Juan Carlos Onetti [1980]. En 1981 lo recibió el poeta mexicano Octavio Paz, que nueve años después también sería distinguido con el Premio Nobel de Literatura.  
En 1983 sale a la luz «En este oscuro enigma», en el que la tendencia hacia lo social, aun habiendo en él algunos poemas sublimes de la misma, cede el paso a una poesía vital e intimista en la que halla su verdadero camino con un estilo sobrio y depurado.
En su siguiente obra, «Latente soledad. Poemas de la "Linterna Mágica"» [1995], muestra cierta inclinación hacia los viajes, no sólo en su aspecto físico, sino en sus múltiples aspectos de cambio y transformación interior. Es un libro que tiene dos partes bien diferenciadas, que pueden apreciarse claramente tanto en su forma de escribir como en la temática de sus poemas.
Con «Inmarcesible flor de almendro sobre desolador fresco de Goya» [2004] logra una de sus obras más ambiciosas, consiguiendo llevar a cabo uno de sus proyectos más deseados; es decir, su homenaje al pintor aragonés Francisco de Goya, cuya obra siempre le suscitó interés y fascinación, entretejiéndolo, sutilmente, con fragmentos de su infancia.
Su interés por la narrativa breve surge a raíz de leer las «Leyendas» de Gustavo Adolfo Bécquer, «Las mil y una noches», los «Relatos» de Edgar Allan Poe, «Manuscrito encontrado en Zaragoza» de Jan Potocki; así como la obra de Antón Chéjov, Guy de Maupassant, Emilia Pardo Bazán, Franz Kafka, Julio Cortázar y Juan Rulfo.

## Poemarios
- «Recóndito rescoldo»
- «Huellas a través del trayecto»
- «En este oscuro enigma»
- «Latente soledad. Poemas de la "Linterna Mágica"»
- «Inmarcesible flor de almendro sobre desolador fresco de Goya»

## Narrativa
- «Narraciones recobradas al filo del tiempo»
- «Apuesta y otros cuentos del desván»
- «Relatos de sombras y vestigios»
- «Defensa eslava y otros cuentos»

## Talleres impartidos
- 1985-1999. Talleres literarios [escritura creativa] en diversas librerías de Madrid.
- 2000-2004. Talleres literarios [escritura creativa] en centros culturales de la Comunidad de Madrid.